# Bleptina placidalis
Bleptina placidalis là một loài bướm đêm trong họ Noctuidae.